# Luigi Seviroli
Luigi Seviroli, noto anche con lo pseudonimo di Lusawsky (Torino, 2 agosto 1970), è un compositore e musicista italiano.
Dal 2001 è compositore di colonne sonore di serie tv e film, oltre che serie RAI. Tra i suoi lavori spiccano le musiche di film e serie TV di successo come Il capo dei capi, Il ragioniere della mafia di Federico Rizzo e della miniserie Nassiryia - Per non dimenticare. 
Ha composto colonne sonore di alcuni radiodrammi per Radio Rai.
Si è ispirato al personaggio dell'inquisitore Nicolas Eymerich dei romanzi di Valerio Evangelisti per il suo CD Quaestio prima, pubblicato nel 2005 con lo pseudonimo di Picatrix.

## Filmografia

### Cinema
- Non prendere impegni stasera, regia di Gianluca Maria Tavarelli (2006)
- Taglionetto, regia di Federico Rizzo (2011)
- Il ragioniere della mafia, regia di Federico Rizzo (2013)
- Hidden in the Woods, regia di Patricio Valladares (2014)

### Televisione
- Nassiryia - Per non dimenticare - miniserie TV (2006)
- Attacco allo Stato - miniserie TV (2006)
- Il capo dei capi - serie TV (2007)
- Crimini bianchi - serie TV (2008-2009)
- Intelligence - Servizi & segreti - serie TV (2009)
- Orfani - serie TV (2014)
- Ultimo - Caccia ai Narcos - miniserie TV (2018)